# Heinrich von Mattoni

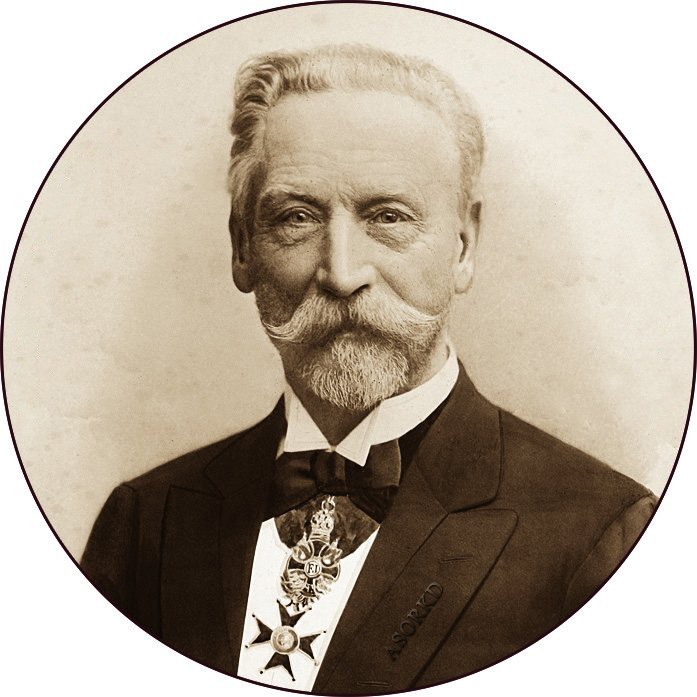
Heinrich von Mattoni

Werbung von Mattoni (1873)

Heinrich von Mattoni mit dem Komturkreuz des Gregoriusordens

Tafel im Mattonihof in Wien

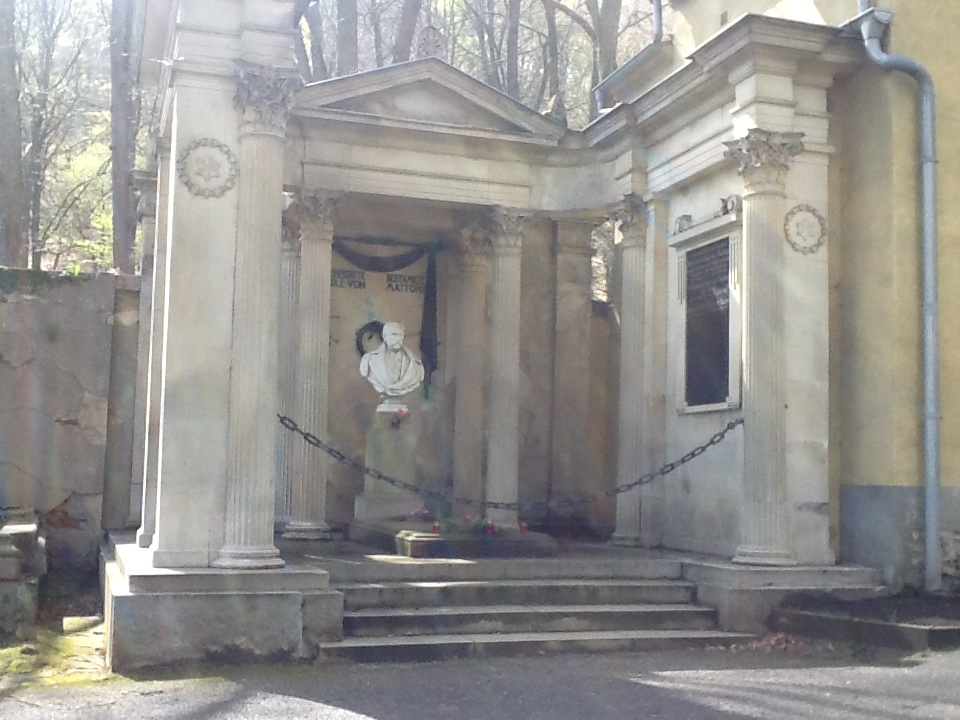
Grab Mattonis in Karlsbad

Heinrich Kaspar Mattoni, seit 1889 Edler von Mattoni, (* 11. August 1830 in Karlsbad, Böhmen; † 14. Mai 1910 in Gießhübl-Sauerbrunn) war ein böhmisch-österreichischer Industrieller und Namensgeber des Karlsbader Mineralwassers Mattoni.

## Leben

### Herkunft und Ausbildung
Heinrich von Mattoni entstammte einer alten italienischen Händlerfamilie, die seit 1693 in Karlsbad ansässig war und deren Karlsbader Linie auf den aus Tremezzo stammenden Zitronenhändler Ottavio Mattoni zurückging. Heinrichs Vater war Karl Mattoni, ein Gemeinderat von Karlsbad, und seine Mutter war Maria Theresia geborene Voigt. Heinrich Mattoni wuchs in privilegierten Verhältnissen auf und genoss eine sehr gute Schulbildung. Nach seiner Schulzeit arbeitete er mehrere Jahre im Comptoir beziehungsweise als reisender Kaufmann größerer Exportgeschäfte in Wien und Hamburg. Nach zwölf Lehr- und Wanderjahren kehrte er in seine Heimatstadt zurück.

### Wirtschaftliche und politische Tätigkeit
Ab 1857 pachtete er gemeinsam mit Friedrich Knoll, dem Schwager des Karlsbader Bürgermeisters Johann Peter Knoll, von der Stadt Karlsbad für 10 Jahre die Versendung des städtischen Mineralwassers und erreichte durch ein weitverzweigtes Niederlagensystem bald reißenden Absatz. Bereits 1867 hatte er gemeinsam mit Knoll die Versendung des Heilwassers aus der Otto-Quelle im benachbarten Gießhübl-Puchstein gepachtet, dem er sich nun ganz zuwenden konnte.
1868 fingen Heinrich Mattoni und Friedrich Knoll an, das Wasser in Glasflaschen zu füllen, bis dato waren eher Tonbehälter üblich. Die Glasflaschen ließ er später – nach dem Ausscheiden Knolls – mit Papieretiketten versehen, die den roten Adler, seinem Familienwappen, zeigten. Durch den Erwerb der Mineralmoorlager bei Franzensbad schuf er auch eine blühende Industrie zur Verwertung von Quellnebenprodukten, wie Moor- und Eisenlauge und Moorsalz. Aufgrund seines Erfolges und der hervorragenden Qualität seiner Produkte und Dienste wurde er 1870 zum „k.k. Mineralwasser-Hoflieferant“ und 1898 sogar zum k. u. k. Kammer-Lieferanten des Kaisers ernannt. In Wien hatte er Geschäfte an den Tuchlauben 12 und der Maximilianstraße 5 im 1. Bezirk.
Nach siebenjähriger Pacht hatte er 1873 große Teile des Ortes einschließlich der Kaiserin-Elisabeth-Quelle vom Grafen Czernin käuflich erworben. Das unter dem Namen Mattonis Gießhübler Sauerbrunnen abgefüllte Wasser wurde durch moderne quellentechnische Einrichtungen abgefertigt und durch ihn weltbekannt. Auch die Bitterquellen und das Elisabethbad in Budapest gingen in seinen Besitz über.
Für den Versand ließ Mattoni 1890 eine Eisenbahnstrecke Wickwitz – Gießhübl-Sauerbrunn errichten.
Der Absatz des Wassers wuchs von 1872 (670.000 Flaschen) über 1897 (bereits 7.854.727 Flaschen) bis 1910 (10.000.000 Flaschen) stetig an.
Heinrich Mattoni übernahm bis zu seiner Übersiedlung nach Wien 1878 Funktionen in regionalen, kommunal- und gewerbepolitischen Organisationen: 1862 als Stadtverordneter, 1874 Präsident der Handels- und Gewerbekammer Eger, 1876 erster Stadtrat von Karlsbad und war bei der Sparkasse von Karlsbad aktiv. Als Mitglied zahlreicher Vereine, insbesondere beim Schützenkorps, spielte er eine große Rolle im städtischen Leben.

### Auszeichnungen und Ehrungen
1878 wurde er zum kaiserlichen Rat ernannt und 1889 als „Edler von Mattoni“ in den erblichen Adelsstand erhoben. Er erhielt das Komturkreuz des päpstlichen Gregoriusordens und andere hohe Auszeichnungen und wurde Ehrenbürger seiner Heimatstadt. Die Trauerfeier für den in der Villa Mattoni Verstorbenen am 17. Mai 1910 war laut zeitgenössischer Berichte eine der großartigsten, die Karlsbad je gesehen hatte. In Gießhübl-Sauerbrunn wurde ihm 1914 ein Denkmal gewidmet. In Wien existiert noch heute der Mattonihof, ein repräsentatives Gründerzeitgebäude an der Adresse Tuchlauben 12.

### Familie und Nachkommen
Am 19. April 1858 heiratete er in der Dekanalkirche in Karlsbad Wilhelmine Theresia Rosa, die am 9. Oktober 1838 geborene und zum Zeitpunkt der Eheschließung noch nicht volljährige Tochter des Karlsbader Bürgermeisters und Kaufmanns Johann Peter Knoll. Zu ihren Nachkommen zählen der Sohn Leo Friedrich Karl Edler von Mattoni (1862–1940) und die Tochter Maria Juliana (1864–1931). Am 5. Juni 1880 heiratete in der Kirche in Rodisfort seine Tochter Rosa Wilhelmine Katharina (1860–1918) den aus Wien stammenden promovierten k.k. Bezirkskommissar Karl Kohl (* 1848) aus Karlsbad, der später als „Ritter von Rodishofen“ in den Adelsstand erhoben wurde. Der österreichische Schauspieler André Mattoni war sein Enkel.